# Hydraena tucumanica
Hydraena tucumanica är en skalbaggsart som beskrevs av Perkins 1980. Hydraena tucumanica ingår i släktet Hydraena och familjen vattenbrynsbaggar. Inga underarter finns listade i Catalogue of Life.